# Incidente de Pichari de 2019
El incidente de Pichari de 2019 ocurrió el 26 de noviembre en el distrito de Pichari, el la provincia de La Convención al oeste del departamento del Cuzco.
El suceso consistió en el secuestro de miembros de la Policía Nacional del Perú en el pueblo de Natividad por miembros del Comité de Autodefensa de Natividad, además de secuestrarlos, quemaron dos vehículos, según la población local, los policías cometieron actos delictivos.

## Descripción

### Incidente
El incidente comenzó cuando dos patrulleros con seis policías quisieron iniciar un operativo en Natividad, un pueblo del distrito de Pichari que forma parte del Valle de los ríos Apurímac, Ene y Mantaro (VRAEM), un área de presencia de remanentes subversivos de Sendero Luminoso que sobrevivieron a la guerra contra el terrorismo de 1980-2000.
El grupo policial no contaba ni con presencia fiscal, ni con uniforme, pues estaban de civil. Esto a la población no le convenció e impidieron que los efectivos ingresen a las casas, en ese momento se desataron altercados y disparos, la policía fue reducida y la multitud los golpearon, además de robar sus armas.

### Daños
De la policía, dos lograron refugiarse en la comisaría del pueblo, cuatro fueron retenidos y uno fue trasladado al centro médico de Natividad. Ese mismo día con la presencia del Ministerio Público, los comuneros liberaron a los recluidos.

#### Retenidos
El jefe del frente policial VRAEM Edwin Manay Guerrero detalló que los policías capturados eran los siguientes:
| Retenidos |
| --- |
| Comandante PNP José Alberto Huarote Torre, el Suboficial de Segunda Darlin Mosler Cotrino Perez y el Suboficial de Tercera Abel Huaca Huarin. |

Edwin Manay Guerrero expresó lo siguiente:

Las intervenciones de interdicción se hacen con planeamiento. En este caso, el personal ha ido sin el planeamiento correspondiente en donde se evalúa el riego de la zona, qué tipo de operación van a hacer y con qué tipo de logística tienen que asistir para garantizar el mínimo riesgo de nuestros efectivos. Son zonas muy peligrosas por la presencia de narcotraficantes y terroristas.